# Madame Butterfly
 For alternative betydninger, se Madame Butterfly (flertydig). (Se også artikler, som begynder med Madame Butterfly)
Madame Butterfly, originaltitel Madama Butterfly, er en opera i tre akter (oprindelig to) af Giacomo Puccini med libretto af Luigi Illica og Giuseppe Giacosa. Handlingen foregår i Nagasaki i 1904.
Originalversionen af Madama Butterfly i to akter havde premiere på La Scala i Milano den 17. februar 1904. Puccini omskrev kort efter dele af operaen, bl.a. fik den nye version tre akter i stedet for to. Den nye version fik premiere på Teatro Grande i Brescia den 28. maj 1904. I 1906 foretog Puccini yderligere ændringer, og en tredje version blev fremført på Metropolitan Opera i New York. I 1907 skabtes en fjerde version, der blev fremført i Paris, og senere samme år blev operaen ændret for femte og sidste gang. Den sidste version er den, som oftest spiles. 
Madame Butterfly er ofte spillet i Danmark. Det Kongelige Teater har samlet et studiemateriale om baggrunden for operaen, om handlingen og om Puccini. Opera Hedeland har haft den på programmet i 2013.